# Мілл-Крік (Пенсільванія)
Мілл-Крік (англ. Mill Creek) — місто (англ. borough) в США, в окрузі Гантінгдон штату Пенсільванія. Населення — 285 осіб (2020).

## Географія
Мілл-Крік розташований за координатами 40°26′13″ пн. ш. 77°55′51″ зх. д. / 40.43694° пн. ш. 77.93083° зх. д. (40.437060, -77.930919).  За даними Бюро перепису населення США в 2010 році місто мало площу 0,84 км², з яких 0,78 км² — суходіл та 0,06 км² — водойми.

## Демографія
Згідно з переписом 2010 року, у селищі мешкало 328 осіб у 128 домогосподарствах у складі 92 родин. Густота населення становила 388 осіб/км².  Було 139 помешкань (165/км²).
Расовий склад населення:
| - 97,9 % — білих - 0,9 % — азіатів - 0,3 % — корінних американців - 0,3 % — чорних або афроамериканців |

До двох чи більше рас належало 0,6 %. Частка іспаномовних становила 0,0 % від усіх жителів.
За віковим діапазоном населення розподілялося таким чином: 22,3 % — особи молодші 18 років, 57,3 % — особи у віці 18—64 років, 20,4 % — особи у віці 65 років та старші. Медіана віку мешканця становила 37,8 року. На 100 осіб жіночої статі у селищі припадало 97,6 чоловіків;  на 100 жінок у віці від 18 років та старших — 88,9 чоловіків також старших 18 років.
Середній дохід на одне домашнє господарство  становив 41 250 доларів США (медіана — 27 500), а середній дохід на одну сім'ю — 46 716 доларів (медіана — 37 708). За межею бідності перебувало 15,5 % осіб, у тому числі 14,3 % дітей у віці до 18 років та 9,8 % осіб у віці 65 років та старших.
Цивільне працевлаштоване населення становило 154 особи. Основні галузі зайнятості: освіта, охорона здоров'я та соціальна допомога — 22,7 %, роздрібна торгівля — 13,6 %, виробництво — 11,7 %.